# Окаймлённый акмеопс
Окаймлённый акмеопс, или акмеопс северный (лат. Acmaeops septentrionis) — жук из семейства усачей и подсемейства усачики.

## Описание
Жук длиной от 8 до 10 мм. Время лёта взрослого жука с мая по июнь.

## Распространение
Распространён в Северной Европе и скалистых местностях западной части Центральной Европы.

## Экология и местообитания
Жизненный цикл вида длится два года. Кормовые растения — хвойные деревья, но главным является вид ель обыкновенная (Picea abies).

## Галерея

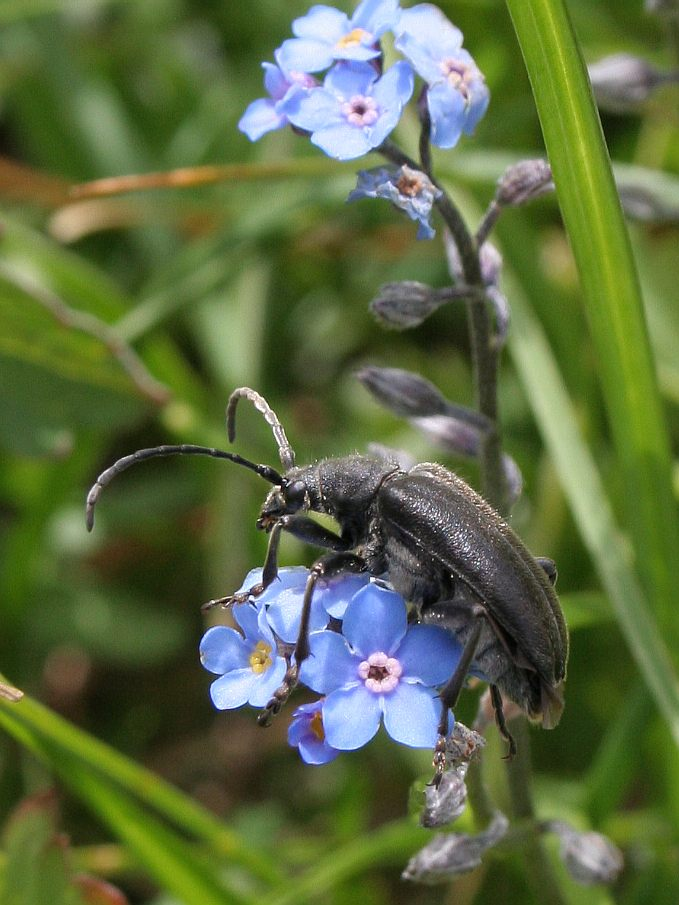
Самка